# Khambhalia
Khambhalia è una suddivisione dell'India, classificata come municipality, di 36.459 abitanti, situata nel distretto di Devbhoomi Dwarka, nello stato federato del Gujarat. In base al numero di abitanti la città rientra nella classe III (da 20.000 a 49.999 persone).

## Geografia fisica
La città è situata a 22° 11' 60 N e 69° 39' 0 E e ha un'altitudine di 49 m s.l.m.

## Società

### Evoluzione demografica
Al censimento del 2001 la popolazione di Khambhalia assommava a 36.459 persone, delle quali 18.953 maschi e 17.506 femmine. I bambini di età inferiore o uguale ai sei anni assommavano a 4.605, dei quali 2.435 maschi e 2.170 femmine. Infine, coloro che erano in grado di saper almeno leggere e scrivere erano 25.210, dei quali 14.400 maschi e 10.810 femmine.